# Abies ziyuanensis
Abies ziyuanensis är en tallväxtart som beskrevs av Li Kuo Fu och Sin Li Mo. Abies ziyuanensis ingår i släktet ädelgranar och familjen tallväxter. Inga underarter finns listade i Catalogue of Life.
Arten förekommer i Kina i nordöstra Guangxi och sydvästra Hunan. Den växer i bergstrakter mellan 1600 och 1750 meter över havet. Vädret i regionen är kyligt och fuktigt med en årsnederbörd av 2100 till 2400 mm. Den genomsnittliga årstemperaturen är 9 till 12 °C och under vintern är temperaturen ofta -3 till -5 °C. Snön ligger ofta mellan december och mars. Abies ziyuanensis ingår glest fördelad i blandskogar som domineras av lövfällande träd. Även några andra barrträd hittas glest fördelad i samma skogar.
Denna ädelgran användes tidigare inom skogsbruket men dessa aktiviteter blev inställd. Vid skogarnas kanter kan några exemplar skadas av betande får. Dessutom är jordskred ett hot mot beståndet. IUCN uppskattar populationen av mogna exemplar till 2000. Dessa är fördelade på flera från varandra skilda ställen. IUCN kategoriserar arten globalt som starkt hotad.